# Galileo (sondă spațială)
Galileo a fost o sondă spațială fără echipaj uman, trimisă de NASA cu scopul de a studia planeta Jupiter și sateliții săi.
Numită după astronomul Galileo Galilei, sonda a fost lansată la 18 octombrie 1989 de către naveta spațială Atlantis în cadrul misiunii STS-34. Galileo a ajuns lângă planeta Jupiter, la 7 decembrie 1995, cu ajutorul asistenței gravitaționale oferită de gravitația planetelor Venus și Pământ, devenind prima navă spațială terestră pe orbită în jurul lui Jupiter.